# Erica Mann
Erica Mann (Viena, 1917 - 2007) fue una arquitecta y urbanista y más tarde en su vida jefa de una ONG que vivió y trabajó en Kenia durante casi toda su vida adulta después de huir de su casa en Rumania durante la Segunda Guerra Mundial. Hizo una contribución significativa al plan maestro de 1948 para Nairobi y también asumió un papel de liderazgo en la planificación de Mombasa y otras partes de Kenia. Se interesó en proyectos de desarrollo que buscaban mejorar el nivel de vida y fue directora del proyecto Mujeres en Kibwezi, que fue reconocido en la conferencia de Naciones Unidas Hábitat II en 1996. El proyecto Woman in Kibwezi fue una de las ONG que dirigió en Kenia, muchas de las cuales participaron en el fomento de las cooperativas de mujeres. En 2003 fue honrada con el título de Arquitecta Laureada por Kenia.

## Vida personal
Nació como Erika Schoenbaum en Viena (Austria) en 1917 y creció en Rumania, donde fue a la escuela en Bucarest antes de estudiar arquitectura en la École des Beaux Arts de París. Se casó con su esposo Igor Mann unas semanas después de conocerlo y enamorarse. Era un veterinario polaco que había tenido que abandonar su tierra natal cuando fue invadida por la Alemania nazi. A finales de 1940, los Mann, ambos judíos seculares, escaparon a través del Danubio a un lugar seguro, viajando al este y al sur a través de Palestina y Egipto antes de pasar algunos meses en un campo de refugiados dirigido por británicos en Rhodesia del Norte. En 1942 se trasladaron a Kenia, entonces bajo el dominio británico, y vivieron allí. Se convirtieron en ciudadanos británicos en 1948, aunque Mann no siempre se sintió bienvenido por la comunidad de expatriados británicos en Kenia. Ella y su esposo se hicieron conocidos por albergar tardes de "puertas abiertas" en las que recibían a invitados de todas las etnias: colegas, artistas, políticos y otras personas de la "intelectualidad". Tuvieron tres hijos.

## Carrera profesional
No mucho después de que se estableciera en Kenia, la administración colonial estableció un departamento de planificación urbana en Nairobi. Mann solicitó unirse a él y trabajó en el plan maestro de 1948 para la ciudad. Aunque todavía existen algunos aspectos del plan original, como los suburbios de Jericó y Ofafa diseñados por Mann, dijo en la década de 1990 que Nairobi no era la ciudad que ella y sus colegas habían planeado, aunque sí planificó algunas de las amplias bulevares.
Pronto fue reconocida como una planificadora urbana talentosa y comprometida y se convirtió en la oficial senior de planificación y desarrollo de muchos proyectos importantes, a cargo de la investigación y la recopilación de pruebas para las decisiones de planificación estratégica. Se sintió atraída por las ideas del movimiento "Ekistics ", que fomentaba un enfoque holístico para planificar asentamientos humanos armoniosos. Mann estaba interesado en los diseños tradicionales de casas africanas, rechazando cualquier idea de que fueran "primitivos", y escribió y dio conferencias sobre el tema. Para ella, la planificación urbana es "una profesión ideal para una mujer porque se basa en su capacidad innata de proporcionar un entorno ordenado y estético para ella, su familia y la comunidad en la que vive".
Se mantuvo en contacto con las ideas de arquitectos y pensadores de todo el mundo y promovió el trabajo de arquitectos "ecológicos" e innovadores en las revistas que fundó: Build Kenya y Plan East Africa. En 1952 comenzó a planificar las obras de la ciudad de Mombasa y la Provincia Costera. En 1962 se trasladó a la Provincia Central durante otros diez años y luego a la Provincia Nororiental.
Después de la independencia de Kenia en 1963, Mann fue uno de los europeos que continuó sirviendo bajo el nuevo gobierno. Apoyó la independencia y estaba feliz de trabajar bajo el presidente Kenyatta, quien creía en la continuidad y el cambio administrativo gradual. Asistió a muchas conferencias y conferencias internacionales como representante de la Kenia poscolonial, y entre 1964 y 1968 fue adscrita de forma intermitente para hacerse cargo de exposiciones comerciales en el extranjero. Sus intereses se ampliaron para incluir temas de desarrollo sostenible y derechos humanos y se describió a sí misma como socialista. En 1972, fundó el Consejo para la Ecología Humana: Kenia, también conocido como CHEK, que se preocupa por el empoderamiento de las mujeres rurales y la protección del medio ambiente. CHEK se convirtió en el paraguas de numerosos esfuerzos de ONG a lo largo de los años. Con CHEK, Mann dirigió el proyecto de desarrollo rural Women in Kibwezi que ofreció apoyo a varios miles de mujeres para desarrollar la autosuficiencia, incluida la capacitación en apicultura, fabricación de ladrillos y cría de conejos. Este fue reconocido como un proyecto valioso y exitoso por la conferencia de Naciones Unidas Hábitat II Mann se hizo conocida por su profundo respeto por la sabiduría y el conocimiento de los pueblos indígenas de Kenia, trabajando, por ejemplo, para preservar el conocimiento de los botánicos curativos que poseen muchos curanderos tradicionales.
Después de retirarse del empleo en el gobierno en 1984, parte de la creatividad de Mann se dedicó a su colección única de plantas suculentas de diferentes partes del continente africano, dispuestas en un jardín artístico y cuidadosamente diseñado. Atrajo la atención internacional de botánicos, incluidos algunos del Royal Botanic Gardens, Kew, Londres. Erica también acumuló una de las mayores colecciones privadas de arte africano en cualquier parte de África Oriental.

## Legado
Mann recibió el título de Arquitecto Laureado en 2003. Cuatro años después murió, el 4 de junio de 2007, poco antes de cumplir 90 años. En su servicio conmemorativo, una ex presidenta de la Asociación de Arquitectos de Kenia, dijo que era "una mujer solitaria en un bosque de hombres, una de las razones por las que se unió a la Unión Internacional de Mujeres Arquitectas y se convirtió en miembro activo de la Asociación de Mujeres Arquitectas de Kenia". Mujeres Universitarias ". En sus memorias, Mann dijo: "En general, he tratado de hacer un buen uso de mi cabeza y mis manos, siempre guiado por mi corazón. Desde este punto de vista, he sostenido que era una persona completa en el sentido de que he utilizado todos los dones otorgados por mi Hacedor ". Escribiendo poco después de la muerte de Mann, Betty Caplan, en un obituario titulado "Una mujer de sustancia", la describió como "Urbanista, arquitecta, ecóloga, directora de proyectos, conservacionista, apicultora, hablante de siete idiomas, ávida promotora de la igualdad de las mujeres, joyero, alfarero, artesano, jardinero, coleccionista ".
En 2014, la hija de Erica, Kenny, hizo un documental galardonado sobre la vida de su madre y su padre, llegando a Kenia como refugiados y luego construyendo gradualmente vidas sustanciales en Kenia. Se titula Hermoso árbol, raíces cortadas. El apellido de soltera de Erica Mann, Schoenebaum, significaba "árbol hermoso". La película ganó varios premios.